# Margje Toonder
Margje Toonder, geboortenaam Margje Herblot (Amsterdam, 18 maart 1908 – aldaar, 2 juli 1991), was een Nederlands schrijver en kunstschilder. 

## Achtergrond
Margje Herblot is dochter van letterschilder/winkelier Antonie Herblot en Maria Gerritdina van der Leur. Ze trouwde in 1930 met civiel ingenieur werkend voor de KLM Johannes (Eelco) Verwijs, scheidde in 1937 en hertrouwde in 1942 met Jan Gerhard Toonder, broer van Marten Toonder, van wie ze in 1953 scheidde; ze bleef echter zijn achternaam gebruiken. Daarna volgde een relatie met (politiek) tekenaar Wim van Wieringen.

## Biografie
Ze was vanuit haar jeugd reislustig en leerde op die manier haar eerste man kennen. Via hem maakte ze kennis met kunstschilder Pyke Koch en schrijver Cola Debrot. Haar tweede huwelijk leverde spanningen op tijdens de Tweede Wereldoorlog. Het echtpaar wist vanuit Naarden en Berlijn Joodse kinderen te smokkelen naar Zwitserland, maar dreigde verraden te worden. Een korte romance met schrijver en dichter  Lucebert in 1948 bracht een nieuwe rimpeling te weeg, maar in 1953 strandde het huwelijk alsnog.
Op haar 19e begon ze te reizen over de hele wereld en bezocht vele landen. Ze begon echter als schrijver van humoristische romans en novellen. Gaandeweg ontwikkelde ze zich vanuit haar reisliefhebberij tot schrijver van reisgidsen en -verhalen in dag-, week- en maandbladen. In het tijdschrift Elegance had Margje twee vaste rubrieken: 'Margje's Momenten' en 'Margje's (korte) Memorie'. Ze publiceerde ook in De Auto, Televizier en Goede Reis.
In de periode met Jan Gerhard Toonder publiceerde ze met hem, maar ook met zijn broer Marten kinderboeken en reisverhalen. In 1952 was ze in het Stedelijk Museum Amsterdam de cartoonist Wim van Wieringen tegengekomen. Ze werden verliefd op elkaar. Van Wieringen werkte lange tijd bij de Toonder studio's, als tekenaar van onder meer de strip Simpelman, maar werkte daar al niet meer. Op op 22 maart 1982 zijn Margje en Wim in Amsterdam in het huwelijk getreden.
Margje en Wim reisden verder de hele wereld over, en Wims foto's werden gebruikt bij Margjes reisverslagen.
In 1956 vonden ze een villa in Santa Margherita Ligure bij Genua. Twintig jaar lang woonden ze daar elk jaar vier maanden, vier maanden woonden ze in hun grachtenhuis in Amsterdam, en de rest van het jaar waren ze op reis.
In 1966 veranderde Margjes leven: na een bezoek van een Marokkaanse prins in Santa Margherita pakte ze het paletmes en de verf op, die door hem waren achtergelaten. Ze begon met schilderen en kon daar niet meer mee stoppen. Binnen twee weken maakte ze dertien schilderijen. Weer terug in Amsterdam ging ze dag en nacht door en produceerde zeventig schilderijen in zeventig dagen. Ze gebruikte daarvoor het paletmes en haar vingers, en nooit een penseel. Ze was eerst bang om te exposeren, maar haar eerste expositie in Galerie Mokum was een groot succes. Daarna volgden exposities in o.a. Los Angeles, New York, San Francisco en Mexico. Haar schilderijen verkochten goed, maar ze bleef schrijven en reizen.
De villa in Italië werd in 1973 verlaten. In 1983 woonden ze drie maanden in New York. Wim maakte daar tekeningen voor het blad Jewish Week. In 1991 overleed Margje in Amsterdam; Wim overleed in 1999, ook in Amsterdam.